# Front d'ona
El front d'ona és el conjunt de punts del medi als quals arriba la pertorbació en un mateix moment, i per tant, estan en un mateix estat de vibració.
Els fronts d'ona es visualitzen en forma de línies o superfícies depenent del tipus d'ona que es tracti.
En el cas d'ones bidimensionals produïdes per un focus puntual, en un medi homogeni, els fronts d'ones són circumferències concèntriques. Un exemple molt representatiu és el de les ones circulars que es formen quan es llança una pedra al mig d'una piscina. Poden obtenir un front d'ona pla, si la pertorbació és causada per un regle que fem vibrar a sobre la superfície de l'aigua en una banyera.
En el cas d'ones tridimensionals, els fronts d'ones formaran superfícies. Així, en el cas del so produït per una explosió a l'aire, el front d'ona és una superfície esfèrica.

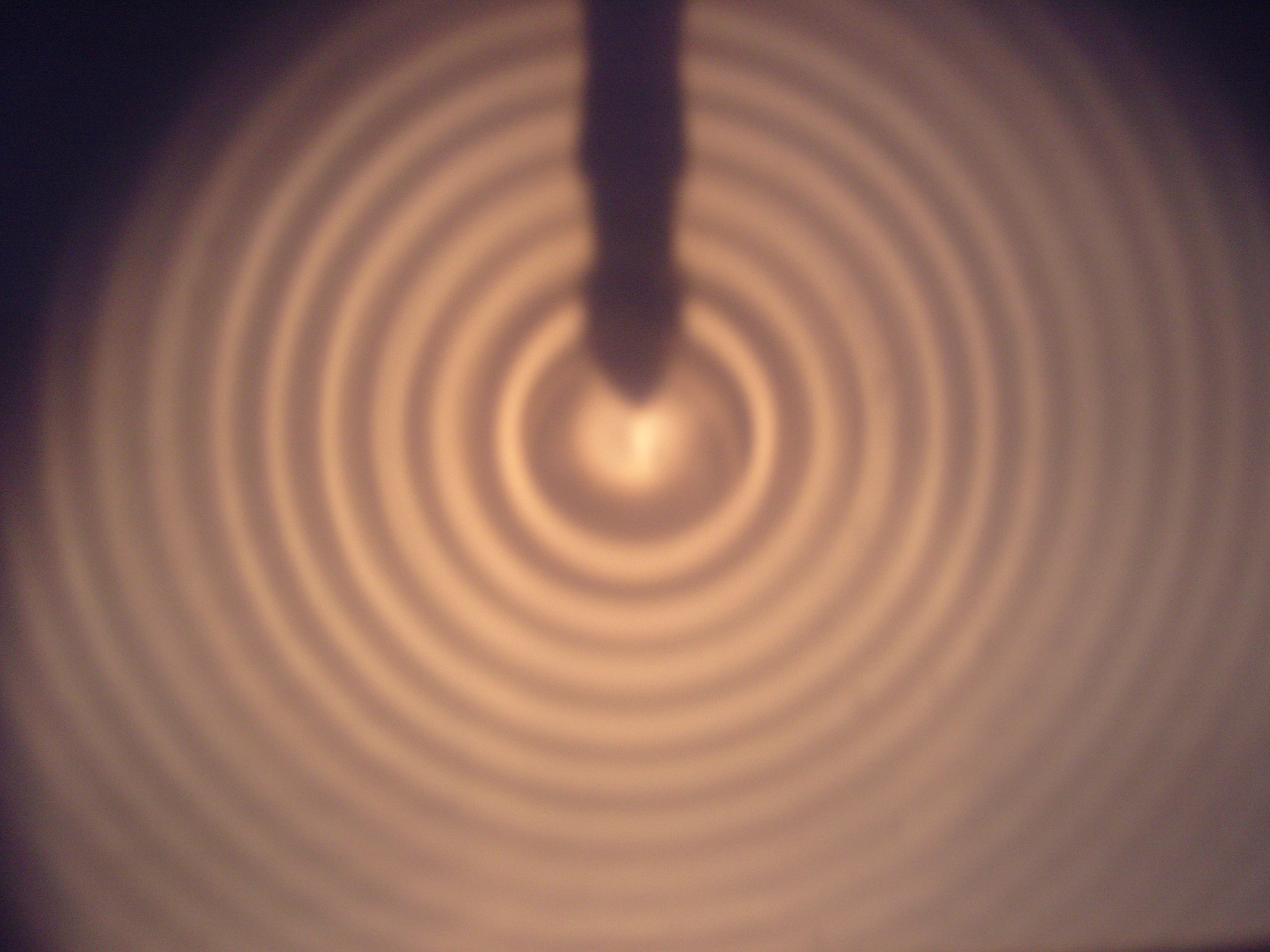
ones circulars

La línia o la superfície que defineix el front d'ona sempre és perpendicular a les direccions de propagació de l'ona.
El model de front d'ona és utilitzat en l'aplicació del principi de Huygens per explicar fenòmens com la reflexió, refracció i difracció de les ones.